# Massacro di Vinnycja
Il massacro di Vinnycja fu l'esecuzione di massa di un numero di persone stimate tra 9000 e 11000 individui nella città ucraina di Vinnycja da parte della polizia segreta sovietica NKVD durante la Grande Purga o Yezhovshchina nel 1937-1938, evento che la Germania nazista affermò di aver scoperto durante la sua occupazione dell'Ucraina nel 1943. L'indagine sul sito condotta per la prima volta dalla Commissione internazionale di Katyn' coincise con la scoperta di un simile luogo di omicidio di massa di prigionieri di guerra polacchi a Katyn'. La propaganda nazista invocò la menzione del massacro per illustrare il terrore comunista instaurato dall'Unione Sovietica.

## Storia

### Massacro
La maggior parte delle vittime sepolte a Vinnycja furono uccise usando un proiettile calibro .22 sparato alla nuca. A causa del piccolo calibro del proiettile, la maggior parte delle vittime fu colpita due volte e almeno 78 di loro furono colpiti tre volte; 395 delle vittime trovate avevano il cranio rotto oltre ad altre tracce di trauma da arma da fuoco. Quasi tutti gli uomini, di cui furono rinvenuti i resti, avevano le mani legate. Le donne anziane furono vestite di poche cose, mentre le vittime più giovani vennero sepolte nude.
Le esecuzioni furono clandestine; le famiglie non furono informate della sorte dei loro parenti. Gli oggetti personali, i documenti e gli atti processuali non furono conservati e furono invece sepolti in una fossa separata non lontano dalle fosse comuni. Successivamente, dopo un'indagine, la Croce Rossa internazionale stabilì che i sovietici furono responsabili del massacro.

### La commissione investigativa

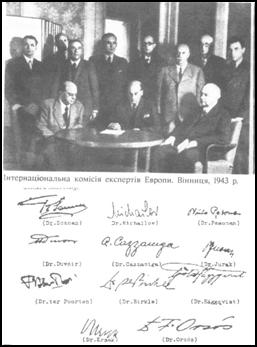
La commissione internazionale che indaga sull'omicidio di massa di Vinnytsia, 1943

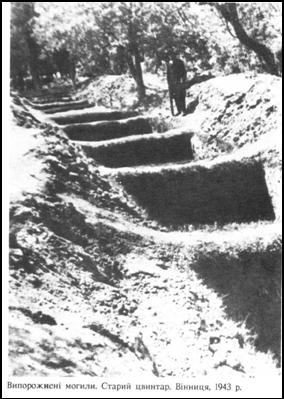
Fosse comuni per le vittime

I primi esami dei corpi riesumati furono effettuati da medici come il professor Gerhard Schrader dell'Università di Halle-Wittenberg, il docente Doroshenko di Vinnycja e il professor Malinin di Krasnodar. Gli scavi iniziarono nel maggio 1943 in tre località: il frutteto a ovest, il cimitero centrale e il Parco del Popolo. La maggior parte dei corpi fu trovata nel frutteto (5644 corpi). Complessivamente, nei tre luoghi furono scoperte 91 fosse comuni e furono riesumati 9432 corpi; 149 di loro erano donne. Gli scavi al Parco del Popolo non furono terminati, anche se si pensò che molti altri corpi potessero essere ancora sepolti.
Dopo un'indagine preliminare condotta dal team del professor Schrader, furono invitate due squadre di medici legali, una internazionale e l'altra composta da 13 esperti provenienti dalle università della Germania nazista. Una commissione internazionale di esperti in anatomia e patologia forense fu portata da 11 paesi europei, principalmente dagli stati alleati o occupati della Germania nazista. Furono:
- Dr. Soenen, Università di Gand, del Belgio occupato.
- Dr. Michailov, Università di Sofia, del Regno di Bulgaria.
- Dr. Niilo Pesonen, Università di Helsinki, della Repubblica di Finlandia.
- Dr. Duvoir, Università di Parigi, della Francia occupata.
- Dott. Cazzaniga, Università degli Studi di Milano, dell'Italia Fascista.
- Dr. Ljudevit Jurak, Università di Zagabria, dello Stato Indipendente di Croazia.
- Dr. ter Poorten, Università di Amsterdam, dei Paesi Bassi Occupati.
- Dr. Alexandru Birkle, Istituto di Medicina Legale e Criminologia, Bucarest, del Regno di Romania.[8]
- Dr. Gösta Häggqvist, Karolinska Institutet, Stoccolma, del Regno di Svezia.
- Dr. Krsek, Università di Bratislava, della Repubblica Slovacca.
- Dr. Ferenc Orsós, Università di Budapest, del Regno d'Ungheria.

Il gruppo visitò le fosse comuni tra il 13 luglio e il 15 luglio 1943. La commissione nazista completò il suo rapporto il 29 luglio 1943. Entrambe le commissioni stabilirono che quasi tutte le vittime furono giustiziate con due colpi alla nuca tra il 1937 e 1938.
Furono identificati 468 corpi da persone di Vinnycja e dintorni; gli altri 202 furono individuati sulla base dei documenti e delle testimonianze rinvenute nelle tombe. La maggior parte dei corpi identificati furono ucraini; ci furono anche 28 corpi identificati di etnia polacca. Non ci furono ebrei per identificare i loro parenti tra i cadaveri.

## Storia successiva

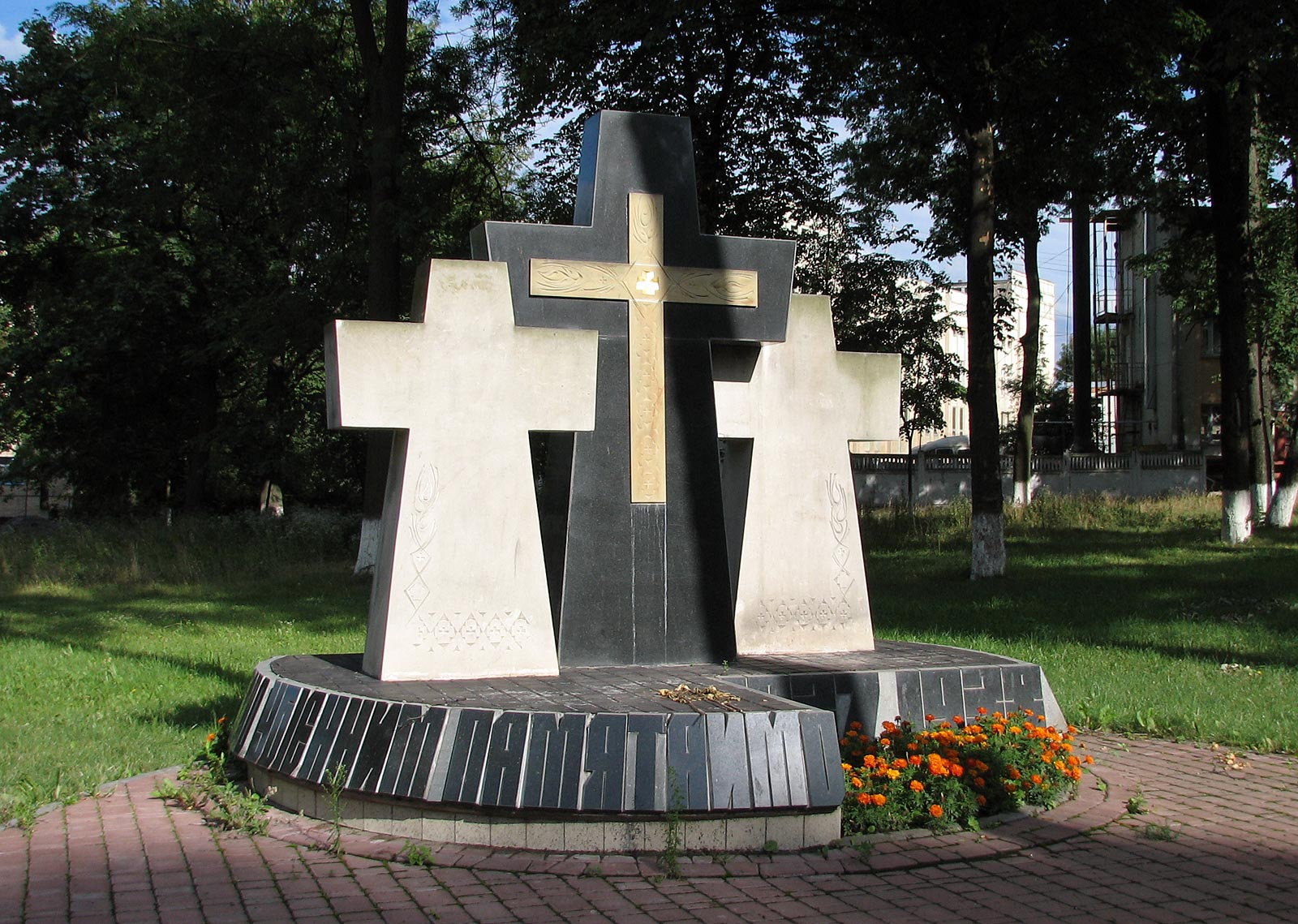
Memoriale di Vinnycja

Oltre al primo gruppo di tredici persone, diverse altre delegazioni visitarono i siti a metà del 1943. Tra loro ci furono politici e altri funzionari del Regno di Bulgaria, della Danimarca occupata, della Grecia occupata, della Repubblica di Finlandia e del Regno di Svezia. Le foto e i risultati dell'indagine furono pubblicati in molti paesi europei e furono usati dalla Germania nazista per la propaganda contro l'Unione Sovietica.
La maggior parte dei corpi furono seppelliti dopo un servizio funebre del metropolita Vissarion di Odessa, parteciparono anche molti altri vescovi ortodossi e funzionari di chiese straniere.
Fu eretto anche un monumento alle "Vittime del terrore stalinista". Successivamente le autorità sovietiche riconsacrarono il monumento alle "Vittime del terrore nazista", rimuovendolo definitivamente e creando al suo posto un parco divertimenti. Negli ultimi dieci anni fu realizzato un nuovo monumento nel luogo di sepoltura, si riferisce più in generale alle "vittime del totalitarismo". Durante il periodo sovietico, le informazioni sul massacro furono diffuse e indagate in seguito alla diaspora ucraina in Occidente. L'omicidio di massa a Vinnycja è tornato come argomento critico in Ucraina nel 1988.